# Marcel Schmelzer
Marcel Schmelzer (Magdeburg, Alemanya Oriental, 22 de gener de 1988) és un exfutbolista alemany que jugava com a lateral esquerre. Va començar com a futbolista al Fortuna Magdeburg, i va jugar gran part de la seva carrera al Borussia Dortmund. Va ser internacional amb la selecció d'Alemanya.

## Palmarès
Borussia Dortmund
- 2 Bundesliga: 2010-11, 2011-12.
- 2 Copa alemanya: 2011-12, 2016-17.
- 3 Supercopa alemanya: 2013, 2014, 2019.

Selecció alemanya
- 1 Campionat d'Europa sub-21: 2009.